# Alpiner Skieuropacup 2017/18
Die Saison 2017/2018 des Alpinen Skieuropacups begann für die Damen am 29. November 2017 in Funäsdalen und für die Herren am 5. Dezember in Fjätervålen. Sie endete in Soldeu am 18. März 2018. Bei den Herren waren 38 Rennen geplant (7 Abfahrten, 7 Super-G, 10 Riesenslaloms, 10 Slaloms, 3 Kombinationen) und 1 Parallelslalom (City Event). Bei den Damen sollten 36 Rennen stattfinden (7 Abfahrten, 7 Super-G, 10 Riesenslaloms, 9 Slaloms, 2 Kombinationen und 1 Parallelslalom (City Event)).

## Europacupwertungen

### Gesamtwertung
| Rang | Name                 | Land       | Punkte |
| ---- | -------------------- | ---------- | ------ |
| 01   | Johannes Strolz      | Österreich | 917    |
| 02   | Dominik Raschner     | Österreich | 862    |
| 03   | Marc Rochat          | Schweiz    | 624    |
| 04   | Matej Vidović        | Kroatien   | 612    |
| 05   | Marco Odermatt       | Schweiz    | 610    |
| 06   | Christopher Neumayer | Österreich | 578    |
| 07   | Simon Maurberger     | Italien    | 551    |
| 08   | Daniel Danklmaier    | Österreich | 545    |
| 09   | Christoph Krenn      | Österreich | 506    |
| 10   | Urs Kryenbühl        | Schweiz    | 433    |

| Rang | Name                     | Land       | Punkte |
| ---- | ------------------------ | ---------- | ------ |
| 01   | Nina Ortlieb             | Österreich | 949    |
| 02   | Kristine Gjelsten Haugen | Norwegen   | 863    |
| 03   | Lisa Hörnblad            | Schweden   | 798    |
| 04   | Aline Danioth            | Schweiz    | 765    |
| 05   | Ariane Rädler            | Österreich | 719    |
| 06   | Thea Louise Stjernesund  | Norwegen   | 700    |
| 07   | Nadine Fest              | Österreich | 663    |
| 08   | Magdalena Fjällström     | Schweden   | 640    |
| 09   | Franziska Gritsch        | Österreich | 599    |
| 10   | Rahel Kopp               | Schweiz    | 517    |

### Abfahrt
| Rang | Name                     | Land       | Punkte |
| ---- | ------------------------ | ---------- | ------ |
| 1    | Christopher Neumayer     | Österreich | 346    |
| 2    | Werner Heel              | Italien    | 333    |
| 3    | Urs Kryenbühl            | Schweiz    | 322    |
| 4    | Adrian Smiseth Sejersted | Norwegen   | 266    |
| 5    | Daniel Hemetsberger      | Österreich | 242    |

| Rang | Name                 | Land       | Punkte |
| ---- | -------------------- | ---------- | ------ |
| 1    | Ariane Rädler        | Österreich | 376    |
| 2    | Nina Ortlieb         | Österreich | 311    |
| 3    | Lisa Hörnblad        | Schweden   | 250    |
| 4    | Juliana Suter        | Schweiz    | 247    |
| 5    | Martina Rettenwender | Österreich | 246    |

### Super-G
| Rang | Name               | Land       | Punkte |
| ---- | ------------------ | ---------- | ------ |
| 1    | Christoph Krenn    | Österreich | 292    |
| 2    | Gian Luca Barandun | Schweiz    | 264    |
| 3    | Stefan Rogentin    | Schweiz    | 262    |
| 4    | Emanuele Buzzi     | Italien    | 201    |
| 5    | Daniel Danklmaier  | Österreich | 194    |

| Rang | Name               | Land       | Punkte |
| ---- | ------------------ | ---------- | ------ |
| 1    | Lisa Hörnblad      | Schweden   | 388    |
| 2    | Nina Ortlieb       | Österreich | 372    |
| 3    | Nadine Fest        | Österreich | 285    |
| 4    | Ariane Rädler      | Österreich | 267    |
| 5    | Kajsa Vickhoff Lie | Norwegen   | 201    |

### Riesenslalom
| Rang | Name             | Land       | Punkte |
| ---- | ---------------- | ---------- | ------ |
| 1    | Dominik Raschner | Österreich | 540    |
| 2    | Marco Odermatt   | Schweiz    | 500    |
| 3    | Johannes Strolz  | Österreich | 345    |
| 4    | Alex Hofer       | Italien    | 317    |
| 5    | Simon Maurberger | Italien    | 310    |

| Rang | Name                     | Land       | Punkte |
| ---- | ------------------------ | ---------- | ------ |
| 1    | Kristine Gjelsten Haugen | Norwegen   | 446    |
| 1    | Thea Louise Stjernesund  | Norwegen   | 446    |
| 3    | Katharina Liensberger    | Österreich | 380    |
| 4    | Rahel Kopp               | Schweiz    | 331    |
| 5    | Magdalena Fjällström     | Schweden   | 327    |

### Slalom
| Rang | Name            | Land        | Punkte |
| ---- | --------------- | ----------- | ------ |
| 1    | Matej Vidović   | Kroatien    | 612    |
| 2    | Marc Rochat     | Schweiz     | 560    |
| 3    | Johannes Strolz | Österreich  | 467    |
| 4    | Tommaso Sala    | Italien     | 393    |
| 5    | Dominik Stehle  | Deutschland | 384    |

| Rang | Name                     | Land        | Punkte |
| ---- | ------------------------ | ----------- | ------ |
| 1    | Aline Danioth            | Schweiz     | 552    |
| 2    | Marina Wallner           | Deutschland | 420    |
| 3    | Kristine Gjelsten Haugen | Norwegen    | 393    |
| 4    | Charlotta Säfvenberg     | Schweden    | 356    |
| 4    | Magdalena Fjällström     | Schweden    | 313    |

### Kombination
| Rang | Name                 | Land          | Punkte |
| ---- | -------------------- | ------------- | ------ |
| 1    | Daniel Danklmaier    | Österreich    | 140    |
| 2    | Johannes Strolz      | Österreich    | 100    |
| 2    | Marco Pfiffner       | Liechtenstein | 100    |
| 4    | Frederic Berthold    | Österreich    | 080    |
| 5    | Christopher Neumayer | Österreich    | 068    |

| Rang | Name               | Land       | Punkte |
| ---- | ------------------ | ---------- | ------ |
| 1    | Lisa Hörnblad      | Schweden   | 140    |
| 2    | Chiara Mair        | Österreich | 120    |
| 3    | Franziska Gritsch  | Österreich | 100    |
| 4    | Nathalie Gröbli    | Schweiz    | 095    |
| 5    | Kajsa Vickhoff Lie | Norwegen   | 090    |

## Podestplatzierungen Herren

### Abfahrt
| Datum      | Ort             | 1. Platz                 | 2. Platz             | 3. Platz          |
| ---------- | --------------- | ------------------------ | -------------------- | ----------------- |
| 10.01.2018 | Saalbach (AUT)  | Daniel Hemetsberger      | Christopher Neumayer | Daniel Danklmaier |
| 11.01.2018 | Saalbach (AUT)  | Henrik Røa               | Christopher Neumayer | Thomas Biesemeyer |
| 19.01.2018 | Méribel (FRA)   | Rennen abgesagt.         | Rennen abgesagt.     | Rennen abgesagt.  |
| 20.02.2018 | Sarntal (ITA)   | Stian Saugestad          | Christian Walder     | Davide Cazzaniga  |
| 21.02.2018 | Sarntal (ITA)   | Adrian Smiseth Sejersted | Werner Heel          | Johannes Kröll    |
| 05.03.2018 | Kvitfjell (NOR) | Adrian Smiseth Sejersted | Urs Kryenbühl        | Werner Heel       |
| 06.03.2018 | Kvitfjell (NOR) | Christopher Neumayer     | Urs Kryenbühl        | Christoph Krenn   |
| 18.03.2018 | Soldeu (AND)    | Otmar Striedinger        | Urs Kryenbühl        | Ralph Weber       |

### Super-G
| Datum      | Ort             | 1. Platz           | 2. Platz             | 3. Platz           |
| ---------- | --------------- | ------------------ | -------------------- | ------------------ |
| 20.12.2017 | Reiteralm (AUT) | Niklas Köck        | Christoph Krenn      | Gian Luca Barandun |
| 21.12.2017 | Reiteralm (AUT) | Christoph Krenn    | Niklas Köck          | Thomas Biesemeyer  |
| 05.01.2018 | Wengen (SUI)    | Rennen abgesagt.   | Rennen abgesagt.     | Rennen abgesagt.   |
| 06.01.2018 | Wengen (SUI)    | Emanuele Buzzi     | Stefan Rogentin      | Patrick Schweiger  |
| 20.01.2018 | Méribel (FRA)   | Rennen abgesagt.   | Rennen abgesagt.     | Rennen abgesagt.   |
| 22.02.2018 | Sarntal (ITA)   | Gian Luca Barandun | Mauro Caviezel       | Daniel Danklmaier  |
| 23.02.2018 | Sarntal (ITA)   | Christian Walder   | Christopher Neumayer | Nils Allègre       |
| 16.03.2018 | Soldeu (AND)    | Stefan Rogentin    | Nils Allègre         | Gian Luca Barandun |

### Riesenslalom
| Datum      | Ort                     | 1. Platz            | 2. Platz              | 3. Platz              |
| ---------- | ----------------------- | ------------------- | --------------------- | --------------------- |
| 08.12.2017 | Trysil (NOR)            | Johannes Strolz     | Simon Maurberger      | Thibaut Favrot        |
| 09.12.2017 | Trysil (NOR)            | Johannes Strolz     | Alex Hofer            | Sandro Jenal          |
| 14.01.2018 | Kirchberg (AUT)         | Florian Eisath      | Sandro Jenal          | Marco Odermatt        |
| 15.01.2018 | Kirchberg (AUT)         | Alex Hofer          | Stefan Brennsteiner   | Dominik Raschner      |
| 22.01.2018 | Folgaria-Lavarone (ITA) | Stefan Brennsteiner | Marco Odermatt        | Marcel Mathis         |
| 23.01.2018 | Folgaria-Lavarone (ITA) | Marco Odermatt      | Tim Jitloff           | Andrea Ballerin       |
| 23.01.2018 | Val-d’Isère (FRA)       | Rennen abgesagt.    | Rennen abgesagt.      | Rennen abgesagt.      |
| 24.01.2018 | Val-d’Isère (FRA)       | Rennen abgesagt.    | Rennen abgesagt.      | Rennen abgesagt.      |
| 26.02.2018 | St. Moritz (SUI)        | Thibaut Favrot      | Thomas Tumler         | Samu Torsti           |
| 27.02.2018 | St. Moritz (SUI)        | Thomas Tumler       | Marco Odermatt        | Giulio Giovanni Bosca |
| 10.03.2018 | Berchtesgaden (GER)     | Timon Haugan        | Marco Odermatt        | Marc Rochat           |
| 14.03.2018 | Soldeu (AND)            | Dominik Raschner    | Giulio Giovanni Bosca | Andrea Ballerin       |

### Slalom
| Datum      | Ort                 | 1. Platz             | 2. Platz                         | 3. Platz           |
| ---------- | ------------------- | -------------------- | -------------------------------- | ------------------ |
| 05.12.2017 | Fjätervålen (SWE)   | Ramon Zenhäusern     | Reto Schmidiger                  | Marc Rochat        |
| 06.12.2017 | Fjätervålen (SWE)   | Marc Rochat          | Robin Buffet                     | Dominik Stehle     |
| 13.12.2017 | Obereggen (ITA)     | Matej Vidović        | Marc Digruber                    | Clément Noël       |
| 18.12.2017 | Fassatal (ITA)      | Stefano Gross        | Federico Liberatore Tommaso Sala |                    |
| 25.01.2018 | Chamonix (FRA)      | Johannes Strolz      | Matej Vidović                    | Marc Rochat        |
| 26.01.2018 | Chamonix (FRA)      | Simon Maurberger     | Sebastian Holzmann               | Marc Rochat        |
| 16.02.2018 | Jaun (SUI)          | Matej Vidović        | Marc Rochat                      | Sebastian Holzmann |
| 17.02.2018 | Jaun (SUI)          | Marc Rochat          | Matej Vidović                    | Dominik Stehle     |
| 11.03.2018 | Berchtesgaden (GER) | Marc Rochat          | Matej Vidović                    | Tommaso Sala       |
| 15.03.2018 | Soldeu (AND)        | Christian Hirschbühl | Dominik Stehle                   | Matej Vidović      |

### Kombination
| Datum      | Ort            | 1. Platz         | 2. Platz          | 3. Platz          |
| ---------- | -------------- | ---------------- | ----------------- | ----------------- |
| 12.01.2018 | Saalbach (AUT) | Marco Pfiffner   | Daniel Danklmaier | Sam Morse         |
| 20.01.2018 | Méribel (FRA)  | Rennen abgesagt. | Rennen abgesagt.  | Rennen abgesagt.  |
| 21.02.2018 | Sarntal (ITA)  | Johannes Strolz  | Frederic Berthold | Daniel Danklmaier |

### City Event
| Datum      | Ort             | 1. Platz         | 2. Platz       | 3. Platz          |
| ---------- | --------------- | ---------------- | -------------- | ----------------- |
| 16.12.2017 | Kronplatz (ITA) | Dominik Raschner | Emil Johansson | Peder Dahlum Eide |

## Podestplatzierungen Damen

### Abfahrt
| Datum      | Ort                 | 1. Platz                                   | 2. Platz                                   | 3. Platz                                   |
| ---------- | ------------------- | ------------------------------------------ | ------------------------------------------ | ------------------------------------------ |
| 21.12.2017 | Fassatal (ITA)      | Juliana Suter                              | Anna Hofer                                 | Noémie Kolly                               |
| 21.12.2017 | Fassatal (ITA)      | Juliana Suter                              | Christina Ager                             | Anna Hofer                                 |
| 18.01.2018 | Zauchensee (AUT)    | Rennen wegen starken Schneefalls abgesagt. | Rennen wegen starken Schneefalls abgesagt. | Rennen wegen starken Schneefalls abgesagt. |
| 19.01.2018 | Zauchensee (AUT)    | Rennen wegen starken Schneefalls abgesagt. | Rennen wegen starken Schneefalls abgesagt. | Rennen wegen starken Schneefalls abgesagt. |
| 27.02.2018 | Crans-Montana (SUI) | Ariane Rädler                              | Christine Scheyer                          | Priska Nufer                               |
| 27.02.2018 | Crans-Montana (SUI) | Priska Nufer                               | Lisa Hörnblad                              | Lin Ivarsson                               |
| 28.02.2018 | Crans-Montana (SUI) | Ariane Rädler                              | Nina Ortlieb                               | Martina Rettenwender                       |
| 13.03.2018 | Soldeu (AUT)        | Ariane Rädler                              | Michaela Heider                            | Nina Ortlieb                               |

### Super-G
| Datum      | Ort                 | 1. Platz           | 2. Platz      | 3. Platz                        |
| ---------- | ------------------- | ------------------ | ------------- | ------------------------------- |
| 09.12.2017 | Kvitfjell (NOR)     | Kajsa Vickhoff Lie | Chiara Mair   | Marie Massios                   |
| 11.01.2018 | Innerkrems (AUT)    | Nina Ortlieb       | Lisa Hörnblad | Nadine Fest Elisabeth Reisinger |
| 11.01.2018 | Innerkrems (AUT)    | Franziska Gritsch  | Lisa Hörnblad | Nina Ortlieb                    |
| 16.01.2018 | Zauchensee (AUT)    | Lisa Hörnblad      | Nadine Fest   | Elisabeth Reisinger             |
| 28.02.2018 | Crans-Montana (SUI) | Jasmine Flury      | Nina Ortlieb  | Tina Weirather                  |
| 14.03.2018 | Soldeu (AUT)        | Ariane Rädler      | Nina Ortlieb  | Lisa Hörnblad                   |

### Riesenslalom
| Datum      | Ort             | 1. Platz                 | 2. Platz                 | 3. Platz                |
| ---------- | --------------- | ------------------------ | ------------------------ | ----------------------- |
| 03.12.2017 | Hafjell (NOR)   | Estelle Alphand          | Katharina Liensberger    | Vanessa Kasper          |
| 04.12.2017 | Hafjell (NOR)   | Meta Hrovat              | Mina Fürst Holtmann      | Katharina Liensberger   |
| 07.12.2017 | Kvitfjell (NOR) | Vanessa Kasper           | Kristine Gjelsten Haugen | Katharina Liensberger   |
| 14.12.2017 | Andalo (ITA)    | Meta Hrovat              | Simone Wild              | Rahel Kopp              |
| 15.12.2017 | Andalo (ITA)    | Rennen abgesagt.         | Rennen abgesagt.         | Rennen abgesagt.        |
| 23.01.2018 | Zinal (SUI)     | Rennen abgesagt.         | Rennen abgesagt.         | Rennen abgesagt.        |
| 24.01.2018 | Zinal (SUI)     | Rennen abgesagt.         | Rennen abgesagt.         | Rennen abgesagt.        |
| 01.03.2018 | Zinal (SUI)     | Thea Louise Stjernesund  | Katharina Liensberger    | Aline Danioth           |
| 02.03.2018 | Zinal (SUI)     | Katharina Liensberger    | Aline Danioth            | Thea Louise Stjernesund |
| 08.03.2018 | La Molina (ESP) | Thea Louise Stjernesund  | Kristine Gjelsten Haugen | Rahel Kopp              |
| 09.03.2018 | La Molina (ESP) | Nina Ortlieb             | Magdalena Fjällström     | Thea Louise Stjernesund |
| 16.03.2018 | Soldeu (AND)    | Kristine Gjelsten Haugen | Maryna Gąsienica-Daniel  | Jasmina Suter           |

### Slalom
| Datum      | Ort                  | 1. Platz              | 2. Platz                 | 3. Platz                |
| ---------- | -------------------- | --------------------- | ------------------------ | ----------------------- |
| 29.11.2017 | Funäsdalen (SWE)     | Katharina Liensberger | Katharina Gallhuber      | Marina Wallner          |
| 30.11.2017 | Funäsdalen (SWE)     | Marina Wallner        | Katharina Gallhuber      | Ylva Stålnacke          |
| 13.01.2017 | Zell am See (AUT)    | Magdalena Fjällström  | Marina Wallner           | Ylva Stålnacke          |
| 14.01.2018 | Zell am See (AUT)    | Marina Wallner        | Aline Danioth            | Nastasia Noens          |
| 25.01.2018 | Melchsee-Frutt (SUI) | Anna Swenn-Larsson    | Marina Wallner           | Aline Danioth           |
| 26.01.2018 | Melchsee-Frutt (SUI) | Anna Swenn-Larsson    | Aline Danioth            | Charlotta Säfvenberg    |
| 17.02.2018 | Bad Wiessee (GER)    | Charlotta Säfvenberg  | Kristine Gjelsten Haugen | Roberta Midali          |
| 18.02.2018 | Bad Wiessee (GER)    | Charlotta Säfvenberg  | Kristine Gjelsten Haugen | Aline Danioth           |
| 17.03.2018 | Soldeu (AND)         | Joséphine Forni       | Nastasia Noens           | Thea Louise Stjernesund |

### Kombination
| Datum      | Ort              | 1. Platz          | 2. Platz    | 3. Platz    |
| ---------- | ---------------- | ----------------- | ----------- | ----------- |
| 08.12.2017 | Kvitfjell (NOR)  | Franziska Gritsch | Meta Hrovat | Chiara Mair |
| 11.01.2018 | Innerkrems (AUT) | Lisa Hörnblad     | Nadine Fest | Chiara Mair |

### City Event
| Datum      | Ort             | 1. Platz      | 2. Platz         | 3. Platz             |
| ---------- | --------------- | ------------- | ---------------- | -------------------- |
| 16.12.2017 | Kronplatz (ITA) | Aline Danioth | Mireia Gutiérrez | Magdalena Fjällström |